# 吉田剛明
吉田 剛明（よしだ たけあき、2007年10月29日-）は日本の俳優。ディスカバリー・ネクスト所属。大阪府出身。

## 略歴
2022年、第35回『ジュノン・スーパーボーイ・コンテスト』に姉の推薦で応募し、準グランプリを受賞。

## 人物
- 趣味:バイクでツーリング[4]
- 憧れの俳優:高橋文哉[5]

## 出演

### 映画
- カラダ探し THE LAST NIGHT（2025年9月5日公開予定、ワーナー・ブラザース映画） - 鮫田航 役[6]

### テレビドラマ
- セレブ男子は手に負えません（2024年1月21日 、朝日放送テレビ）
- 万博の太陽（2024年3月24日、テレビ朝日） - 青島 役
- 連続テレビ小説おむすび 第87回 -（2025年2月4日 - 3月28日、NHK総合） - 石田拓 役[7]

### ウェブ番組
- キミとオオカミくんには騙されない（2024年8月11日 - 10月27日、ABEMA）[4]

### ミュージックビデオ
- irienchy「最強のぼっち」（2023年）
- LEEVELLES「明日は明日の風が吹く」（2024年）